# Naoto Ōshima
Naoto Ōshima (jap. 大島直人 Ōshima Naoto) – japoński projektant gier, jest autorem projektu jednej z najsłynniejszych postaci w świecie gier wideo, Sonic the Hedgehog oraz jego odwiecznego wroga, Doktora Eggmana.

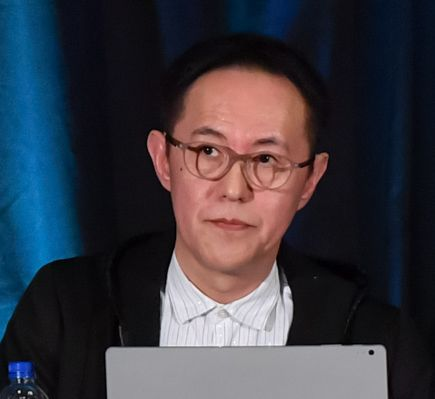
Naoto Ōshima (2018)

Były członek grupy Sonic Team, aktualnie założył własną firmę produkującą gry o nazwie Artoon, której jest dyrektorem.
Okazjonalnie jest podpisywany w grach jako "Duża Wyspa", co jest dosłownym tłumaczeniem jego nazwiska.